# Кодоньо
Кодоньо (італ. Codogno) — муніципалітет в Італії, у регіоні Ломбардія,  провінція Лоді.
Кодоньо розташоване на відстані близько 430 км на північний захід від Рима, 55 км на південний схід від Мілана, 25 км на південний схід від Лоді.
Населення — 15 873 особи (2014).
Щорічний фестиваль відбувається 3 лютого. Покровитель — святий Власій.

## Демографія
Населення за роками:

Станом на 1 січня 2023 року в муніципалітеті офіційно проживало 1987 іноземців з 72 країн, серед них 337 громадян країн Євросоюзу та 50 громадян України.

## Уродженці
- Маріано Тансіні (*1903 — †1968) — італійський футболіст, нападник, нападник, згодом — футбольний тренер.

- Ренато Чиполліні (*1945) — відомий у минулому італійський футболіст, воротар, згодом — спортивний функціонер.

## Сусідні муніципалітети
- Камаїраго
- Казальпустерленго
- Кавакурта
- Фомбіо
- Малео
- Сан-Фьорано
- Сомалья
- Терранова-дей-Пассерині

## Міста-побратими
- Соланья, Італія